# Hugin og Munin
Hugin og Munin er i nordisk mytologi Odins to ravne, som hver dag bringer nyt fra alverden. De to ravne fløj hver morgen ud i verden og hver aften kom de tilbage – satte sig på Odins skuldre og fortalte ham, hvad der var sket i den nordiske verden – både gudernes og menneskenes.
De to oldnordiske navne Hugin og Munin betyder Tanken og Mindet. Hugin betyder at komme i hu – på mere nudansk at have i tankerne, Munin betyder han som mindes. Fuglene er altså dem, der tænker mere over tingene og husker længere end almindeligt.
Den lille sølvfigur Odin fra Lejre fra omkring år 900, der blev fundet under udgravninger ved Gammel Lejre i 2009 viser Odin på sin tronstol Lidskjalv omgivet af bl.a. Hugin og Munin. Osebergtapetet viser også to sorte fugle, der tolkes som Hugin og Munin.